# آتالایا
آتالایا (به اسپانیایی: Atalaya, Badajoz) یک شهرستان در اسپانیا است که در استان باداخس واقع شده‌است.